# Barão Revelstoke
Barão Revelstoke, de Membland no Condado de Devon, é um título do Pariato do Reino Unido. Foi criado em 1885 para o empresário Edward Charles Baring, chefe da firma da família, Barings Bank. Baring era o neto de Sir Francis Baring, 1.º Baronete, sobrinho de Alexander Baring, 1.º Barão Ashburton, primo de terceiro grau de Francis Baring, 1.º Barão Northbrook, irmão mais velho de Evelyn Baring, 1.º Conde de Cromer e tio de Evelyn Baring, 1.º Barão Howick de Glendale. Seu quinto filho foi o intelectual Maurice Baring. O terceiro barão comprou a Ilha de Lambay, no norte de Dublin, em 1904.

## Barões Revelstoke (1885)
- Edward Charles Baring, 1° Barão Revelstoke (1828–1897)
  -  John Baring, 2.º Barão Revelstoke (1863–1929)
  -  Cecil Baring, 3.º Barão Revelstok (1864–1934)
    -  Rupert Baring, 4.º Barão Revelstok (1911–1994)
      -  John Baring, 5.º Barão Revelstok (1934–2003)
      -  James Cecil Baring, 6.º Barão Revelstok (1938–2012)
        -  Alexander Rupert Baring, 7.º Barão Revelstok (n. 1970)
        - (1) Hon. Thomas James Baring (n. 1971)

  - Margaret Baring (1868-1906)
    -  Albert Spencer, 7.º Conde Spencer (1892–1975)
      -  John Spencer, 8.º Conde Spencer (1924–1992)
        - Diana Spencer (1961-1997)
          -  Guilherme, Príncipe de Gales (1982-)
            -  Jorge de Gales (2013)
            -  Carlota de Gales (2015)
            -  Luís de Gales (2018)

          -  Henrique, Duque de Sussex (1984-)
            -  Archie de Sussex (2019-)
            -  Lilibet de Sussex (2021-)

  - Major Hon. Hugo Baring (1876–1949)
    - Francis Anthony Baring (1909–1940)
      - (2) Nicholas Hugo Baring (n. 1934)
        - (3) Francis Charles Baring (n. 1973)
        - (4) Tobias Keith Alexander Baring (n. 1976)
        - (5) Edward Randal Baring (n. 1979)

      - (6) Peter Baring (n. 1935)
        - (7) Guy Francis Baring (n. 1965)
        - (8) Max Maurice Baring (n. 1967)
        - (9) Hugo John Baring (n. 1970)
          - (10) Francis Baring (n. 1999)
          - (11) Jim Baring (n. 2003)
          - (12) William Ajax Baring (n. 2004)